# How can I go on
How can I go on es un sencillo del 1989 de Freddie Mercury y Montserrat Caballé, perteneciente al álbum Barcelona.
Escrito por Tim Rice, el sencillo del cantante de Queen y la soprano española se publicó sólo en el Reino Unido, en Japón, en Alemania, en Brasil y en Hong Kong (en la versión promo). Grabado en la primavera de 1987, la canción cuenta con la participación en el bajo eléctrico de John Deacon. How Can I Go On llegó a la 85.° posición en la lista de éxitos inglesa.

## Lista de canciones
1. How Can I Go On – 3:57
2. Guide Me Home – 2:41
3. Overture Piccante – 6:40

## Presentaciones en vivo
La canción se interpretó en vivo (aunque en playback) de Freddie Mercury y Montserrat Caballé el 8 de octubre de 1988 en el Festival "La Nit" de Barcelona (para publicitar el álbum Barcelona, que solamente dos días después se publicó).